# Route nationale 440
Die Route nationale 440, kurz N 440 oder RN 440, ist eine französische Nationalstraße, die 1933 zwischen Anglure und Marcilly-le-Hayer festgelegt wurde. 1973 wurde die 33 Kilometer lange Straße abgestuft. Ende der 1980er Jahre wurde die Nummer für die Nordumgehung von Brumath verwendet. In den 1990er Jahren erfolgte dann die Umnummerung auf A340. Aktuell wird die Nummer für eine von Nord nach Süd parallel zur A6 als Einbahnstraße verlaufende Anschlussstraße der A6 zwischen Grigny und Évry verwendet. Die N441 verläuft dazu in Gegenrichtung.

## Streckenverlauf
| Position | höchste zulässige Gesamtgeschwindigkeit | Fahrbahnen | Abschnitt             | Längengrad | Breitengrad |
| -------- | --------------------------------------- | ---------- | --------------------- | ---------- | ----------- |
| 1        | 90                                      | 2          |                       | 48.6494    | 2.3827      |
| 2        | 90                                      | 2          | A 6                   | 48.6480    | 2.3859      |
| 3        | 110                                     | 2          |                       | 48.6442    | 2.3897      |
| 4        | 90                                      | 2          | A6                    | 48.6422    | 2.3918      |
| 5        | 110                                     | 2 (3)      | ZA le Bois de l’Epine | 48.6394    | 2.3947      |
| 6        | 110                                     | 2 (3)      | N104 – N441           | 48.6367    | 2.3987      |
| 7        | 110                                     | 2          | A6                    | 48.6349    | 2.4014      |
| 8        | 70                                      | 2          |                       | 48.6305    | 2.4087      |